# Dendropanax monogynus
Dendropanax monogynus là một loài thực vật có hoa trong Họ Cuồng cuồng. Loài này được (Vell.) Seem. mô tả khoa học đầu tiên năm 1865.